# 普鲁赫滕
普鲁赫滕是德国梅克伦堡-前波美拉尼亚州的一个市镇。总面积8.17平方公里，总人口715人，其中男性346人，女性369人（2011年12月31日），人口密度88人/平方公里。